# 산베네데토데이마르시
산베네데토데이마르시(이탈리아어: San Benedetto dei Marsi)는 이탈리아 아브루초주 라퀼라도에 있는 코무네이다. 알바 푸첸스에서 20km 떨어진 말라버린 푸치노 호수 동쪽 물가에 위치해있다.